# Allindemagle Sogn
Allindemagle Sogn var et sogn i Ringsted-Sorø Provsti (Roskilde Stift). Sognet blev 29. november 2020 lagt sammen med Haraldsted Sogn under navnet Haraldsted-Allindemagle Sogn.
I 1800-tallet var Allindemagle Sogn anneks til Haraldsted Sogn, som det havde været siden 1574. Begge sogne hørte til Ringsted Herred i Sorø Amt. Haraldsted-Allindemagle sognekommune blev ved kommunalreformen i 1970 indlemmet i Ringsted Kommune.
I Allindemagle Sogn lå Allindemagle Kirke.
I sognet findes følgende autoriserede stednavne:
- Allindemagle (bebyggelse, ejerlav)
- Allindemagle Ø (bebyggelse, ejerlav)
- Allindemaglegård (ejerlav, landbrugsejendom)
- Ellebjerg (bebyggelse)
- Estrup (bebyggelse, ejerlav)
- Ravelinen (bebyggelse)
- Snur-om (bebyggelse)